# Stickup Kid
Stickup Kid is een Amerikaanse poppunkband uit San Jose, Californië in januari 2009. De band bestaat uit zanger Tony Geravesh, gitarist Bo McDowell, bassist Jonathan McMaster, drummer Cameron MacBain, en tweede gitarist Nicky Ertman. De band heeft in totaal twee ep's uitgegeven; Fight Nothing in 2009 en Nothing About Me in 2012. Ze hebben ook twee studioalbums uitgebracht, The Sincerest Form of Flattery in 2011 en Future Fire in 2013.

## Leden
| Huidige leden - Tony Geravesh - zang - Bo McDowell - gitaar - Nicky Ertman - gitaar - Johnathan McMaster - basgitaar - Cameron MacBain - drums | Voormalige leden - Curtis Wallace - gitaar |

## Discografie
Studioalbums
- The Sincerest Form of Flattery (2011)
- Future Fire (2013)

Ep's
- Fight Nothing (2009)
- Nothing About Me (2012)